# Масловка (Мордовия)
 Масловка  — деревня в Лямбирском районе Мордовии в составе  Болотниковского сельского поселения.

## География
Находится на расстоянии примерно 21 км на северо-запад от города Саранск.

## История
Известна с 1869 года как владельческая деревня Инсарского уезда из 17 дворов

## Население
Постоянное население составляло 163 человека (русские 87%) в 2002 году, 167 в 2010 году .